# Endeavour River
L'Endeavour River, Fiume Endeavour o Wabalumbaal in linguaggio Guugu Yimithirr si trova nella penisola di Capo York nel  Queensland del nord, Australia. Fu così denominato nel 1770 dal tenente James Cook della Royal Navy, dopo essere stato costretto a spiaggiare la sua nave, la HMS Endeavour, per le necessarie riparazioni alla foce del fiume dopo i gravi danni subiti dall'imbarcazione sulla Endeavour Reef, una formazione interna alla Grande barriera corallina. Joseph Banks lo ridenominò Fiume Endeavours ma la forma iniziale che Cook aveva utilizzato, Endeavour River, è quella rimasta.
Cook e il suo equipaggio vi rimasero per quasi sette settimane ed ebbero contatti di natura prevalentemente pacifica con i locali aborigeni australiani Guugu Yimithirr, mentre i naturalisti Joseph Banks e Daniel Solander ne approfittarono per raccogliere vaste collezioni di flora autoctona e Sydney Parkinson si dedicava ad illustrare gran parte della flora e della fauna della regione. Esemplari botanici furono anche raccolti da Allan Cunningham dopo il suo arrivo sulla Mermaid, capitanata da Phillip Parker King il 28 giugno 1819.

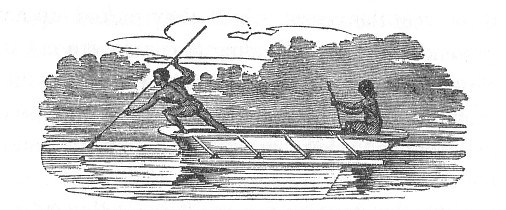
"Nativi dell'Endeavour River che pescano da una canoa" - Phillip Parker King, 1818.

La moderna Cooktown, con una popolazione di circa 2.000 abitanti, si trova alla foce del fiume Endeavour. Si tratta di una delle città più settentrionali sulla costa orientale dell'Australia e fu fondata nel 1873, intorno al luogo dello sbarco di Cook, come porto a servizio dei Goldfield scoperti allora nei pressi del fiume Palmer. Alcune delle caratteristiche naturali, relativamente incontaminate nei pressi della foce del fiume, sono attualmente preservate come Parco Nazionale, il Parco Nazionale del fiume Endeavour.
In tempi recenti i pesci tilapia, considerati specie nociva in Australia, hanno infestato il fiume, causando preoccupazione per le sorti delle specie autoctone.
Il bacino del fiume rimane in gran parte inalterato e la qualità dell'acqua è valutata come buona.